# Joseph Petric

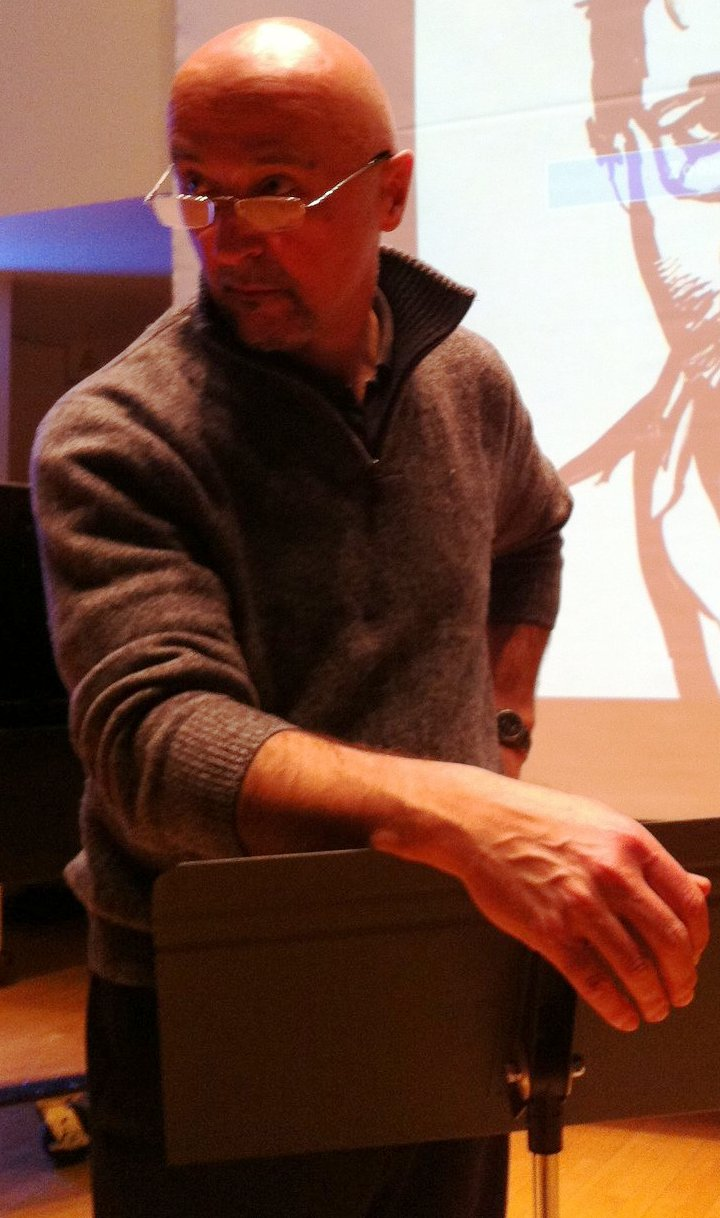
Joseph Petric (2013)

Joseph Francis Petric (geb. am 8. Oktober 1952 in Guelph, Ontario) ist ein kanadischer Akkordeonist. Neben klassischen Komponisten wie J. S. Bach, Rameau, Mozart und Scarlatti spielt er auch elektro-akustische und digitale Werke.

## Ausbildung

### Frühe Jahre
Geboren in Guelph, Ontario, aufgewachsen in Acton, erhielt Petric im Alter von fünf Jahren seinen ersten Akkordeonunterricht. Nebenbei lernte er auch Gitarre, Horn und Posaune. Als 15-Jähriger erhielt Petric eine Aufnahme von Beethovens 6. Symphonie „Pastorale“; diese Schallplatte war seine erste klassische Aufnahme und sie erwies sich als ein Wendepunkt in seinem Leben. Petric lernte Musiktheorie und Generalbass bei John Goobie in Guelph und spielte in Kirchen, Bankettsälen, Business Clubs und den Sälen der Royal Canadian Legion. Bald wurde Petric ein Stipendium von David Ouchterlony, dem Schulleiter vom Toronto Royal Conservatory of Music, angeboten.

### Formale Ausbildung
1968 begann Petric ein Privatstudium bei Joseph Macerollo am Royal Conservatory of Music in Toronto. Im Jahr 1971 wurde er zum Studiengang für Freie Kunst an der Queen’s University in Kingston (Ontario) zugelassen und begann Geisteswissenschaften, Russisch, Geschichte der Philosophie, Kunstgeschichte und Performance zu studieren. Während er das Studium für Performance am Royal Conservatory (1971–1975) fortsetzte, wechselte Petric 1972 in den Bachelor of Music Studiengang an der Queen’s University. Im Bachelorprogramm studierte Petric Analyse bei István Anhalt, elektronische Musik und Improvisation bei David Keane sowie Interpretation bei Denise Narcisse-Maire. Danach schloss er mit einem Master in Musikwissenschaft an der University of Toronto ab, wo er bei Rika Maniates, Carl Morey und Andrew Hughes studiert hatte. Nach der Absolvierung seines Masterstudiengangs setzte Petric seine private musikalische Ausbildung fort. Er reiste nach Westdeutschland, um bei Hugo Noth an der Staatlichen Hochschule für Musik Trossingen zu studieren, dann studierte er Jazz bei Pat LaBarbara am Humber College in Toronto (1981/82). In den 1990er erhielt Petric ein Canada Council Senior Artists B Grant und vervollständigte seine Ausbildung durch das Studieren der Klangeigenschaften alter Instrumente sowie historischer Aufführungspraxis beim Spezialisten für Renaissancemusik Leslie Huggett (1992–1998), dem Cembalisten Colin Tilney (1997–2010) und dem Haydn-Hammerflügel-Experten Boyd McDonald (2009–2015).

### Technik
Petric entwickelte einen Klang, der auf klassischer italienischer Operntechnik und Enrico Cecchettis künstlerischen Prinzipien, Routine, Lyrik und Ausdauer basiert.

## Repertoire

### Auftragswerke
Petric hat etwa 340 Auftragswerke komponieren lassen, die vielfach auf Elementen des klassischen Kanons beruhen. Auch seine elektroakustischen Werke nutzen oft kanonische Stücke. Diese Werke verwenden digitale und computerbasierte stochastische Programmierung, Live-Digital-Delay-Systeme, elektroakustische CD-Wiedergabe, interaktive Software, Tonverarbeitung, Techno-Chamber, Live-Computersysteme und MAC-Patch-Software. Im Jahr 2018 führte er an der Staatlichen Hochschule für Musik Trossingen eine Meisterklasse zu diesem Genre durch.
Auch gab er zwischen 1986 und 2022 zwanzig Akkordeonkonzerte in Auftrag, u. a. von Norman Symonds (1986), Peter Paul Koprowski (1994), Howard Skempton (1996 & 1998), Omar Daniel (1998), Paul Frehner (2002), Denis Gougeon (2004), James Rolfe (2005), Brian Current (2009), David Mott (2019) und Adam Scime (2022) komponiert. Viele dieser Werke wurden von der CBC und Société Radio Canada als Live-to-Air-Aufnahme eingespielt. Am 8. Oktober 2010 spielte Petric drei Akkordeonkonzerte (Denis Gougeon, Brian Current und Astor Piazzolla) an einem Abend in einem Konzert mit dem Victoria Symphony Orchestra unter der Leitung von Maestra Tania Miller.

## Darstellende Künste
Petrics Karriere begann im Kultur- und Bildungskontext des Akkordeons. In den frühen 1980er verdeutlichte es sich, dass seine Aufführungen über orthodoxe musikalische Traditionen in eine postkolonialistische Richtung hinausgehen und eine dezentrierte Tonkunst bilden würden, die durch viele verschiedene Quellen inspiriert ist. Während dieser transformativen Periode waren für Petric die musikalischen „Sprachen“ wie freie Improvisation, „Komprovisation“, „Elektroakusticismus“, Multimedia- und Theaterarbeiten, die aufkommenden Sprachen der Techno-Chamber und des postkolonialen (Akkordeon)Konzerts sowie die Rhetorik des Palimpsests ein zentraler Bestandteil seiner künstlerischen Arbeit.

### Konzerttourneen
Petric hat im Kennedy Center in Washington und am St. John Smiths Square in London gespielt. Er unternahm Konzerttourneen durch Nordamerika, Europa, den Nahen Osten, die ehemalige Sowjetunion, Skandinavien und Asien. Im Rahmen dieser Tourneen trat er an Spielorten wie dem Institut de recherche et coordination acoustique/musique (IRCAM), beim Tanglewood Music Festival, im John F. Kennedy Center for the Performing Arts, im Kammermusiksaal der Berliner Philharmonie, im Disney Center, in der Israeli Opera in Tel Aviv, beim Jerusalem Festival und beim Tokyo Spring auf.
2009 begann er eine Reihe internationaler Tourneen mit dem Tenor Christoph Prégardien in Normand Forgets kammermusikalischer Adaption von Schuberts Winterreise, die sie in die Wigmore Hall, das Tokioter Bunka Kaikan und zu den Berliner Philharmonikern führten. Außerdem ist er beim Huddersfield Contemporary Music Festival, bei De Yjsbrekker in Amsterdam, im MusikHaus Wien, beim Siljan Festival in Schweden, bei der Schubertiade in Hohenems und beim Belfast Festival aufgetreten. Er führt internationale Meisterklassen durch und hält Vorträge in Europa, Großbritannien und Nordamerika.
In Kanada hat Petric bei der The Music Gallery, Musique Actuelle SRC, dem Nouvel Ensemble Moderne, dem McGill Festival, dem Ottawa Chamber Music Festival, dem Festival Bic (St. Fabien Québec), dem Québec New Music Festival, dem VICTO Festival (Victoriaville, Québec), dem Winnipeg New Music Festival, Newfoundland Sound Symposium und der Vancouver New Music Society gespielt.

### Diskografie
Petrics Diskografie umfasst 38 Titel auf Musiklabels wie Naxos, Chandos Records, Musica Viva, CBC5000 Series, Analekta, Astrila, Centrediscs, und ConAccord. Viele von Petrics Alben haben einen thematischen Schwerpunkt. Zum Beispiel präsentiert Euphonia (2002) Werken von den Komponistinnen Linda Catlin Smith, Jocelyn Morlock und Janika Vandervelde. Weitere thematische Alben sind u. a. das elektroakustische Album Elektrologos (2010) mit Werken von Christos Hatzis, Bob Pritchard und Larry Lake sowie Alben, die der Musik von Bach (Six Trio Sonatas, 2009), Scarlatti (Domenico Scarlatti: 18 Sonatas, 2008) und Rameau (Dialogues – Illuminations, 2002) gewidmet sind. Seine historisch informierte Aufnahme Victorian Romance (2009) präsentiert Werke von Bernhard Molique und George Alexander McFarren, die vom Streicher-Fortepianospieler Boyd McDonald gespielt werden. Dieses Album ist historisch bedeutsam, weil es den Akkordeonkanon mit dem komplementären Konzertina-Repertoire des 19. Jahrhunderts in unzweifelhafter Verbindung bringt.
Petrics Konzertdokumentationen und -videos sind beim französischen TV5 (heute TV5 Monde), Array Music, NUMUS, und der Londoner Wigmore Hall Serie verfügbar. Die Archive der CBC und Société Radio Canada beinhalten Petrics Bestände, in denen seine Studio-, Live-, und Live-To-Air-Aufnahmen von Solo-, Kammer- und Akkordeonkonzerte zu finden sind.

### Eigenentwicklungen
In Zusammenarbeit mit dem kanadischen Instrumentenbauer Leo Niemi entwickelte Petric ein Design mit Stimmstöcken, die speziell konstruiert sind für ein verbessertes Ansprechen der Stimmzungen und eine erhöhte Tragfähigkeit im Raum beim Zusammenspiele mit größeres Orchesterbesetzung. Das Design setzt auf geigenartige Stimmstöcke, um die Resonanz in großen Konzertsälen zu erhöhen, und verwendet zusätzlich einen Silikon-Schellack-Lack ähnlich den Stradivari-Geigen.

## Zusammenarbeiten

### Ensembles
- Trio Diomira (2011): Trio beeinflusst sowohl von indischen und europäischen klassischen Traditionen und Texten, als auch Jazz und neuer Musik mit Werken von Dinuk Wijaratne
- Duo Contempera (2009): Akkordeon und Cello Duo mit David Hetheringto
- Biarc2 (2009): Akkordeon und Klarinette Duo, neue Werke mit Martin Carpentier
- Petric / Forget Duo (2002–11): Akkordeon und Oboe, neue und antike Musik
- Pentaèdre (2004–present), Winterreise Project: Schuberts Winterreise adaptiert für Bläserquintett von N. Forget; Aufführungen mit Christoph Prégardien
- Bellows and Brass (ab 1999): Trio für Akkordeon, Posaunist Alain Trudel und dreifachen Virtuosen und Schauspieler Guy Few; Auftragswerke, Theaterstücke, Multimediawerke, Live-Video und interaktive Elektronik, neue und antike Musik
- Erosonic (ab 1994): Akkordeon und Baritonsaxophon (David Mott); geschriebene, “kom-provisierten” und elektroakustischen Werken mit Inszenierung, Beleuchtung, und Bewegung
- Petric / Penderecki Quartet (ab 1994): Auftragswerke, Zusammenarbeiten und Aufnahmen mit Inszenierung, Elektronik und Erzählungen
- Deep Listening (1989–97): Duo mit Pauline Oliveros
- Open Line (1991–2000): Duo mit Akkordeon und Multiinstrumentalist Guy Few (Trompeten, Corno da caccia, Piccolo-Trompeten, Konzertpianist und Schauspieler); Tourneen in Kanada und den USA

### Künstlerische Leitung
- The Big Squeeze Accordion Festival (1991), künstlerischer Co-Direktor mit Derek Andrews: 32 Gastkünstler waren u. a. Mogens Ellegaard, Friedrich Lips, Miny Dekkers, Pauline Oliveros, Flacko, Jimminez, El Jacquo di Jacqua; Koproduktion mit dem Harbourfront Centre in Toronto, der CBC Radio, dem CBC Television, dem Ontario Arts Council, und dem Canada Council of the Arts
- Virtuosi Series (1992), künstlerischer Leiter: Serie im Glenn Gould Theatre Toronto mit gegenwärtigen kanadischen Komponisten und Virtuosen für die CBCs nationale Neumusiksendung, Two New Hours
- Carte Blanche (2000), künstlerischer Leiter: live-to-air nationale Sendung für die Société Radio-Canada in Salle Pierre Péladeau, Montreal
- Carte Blanche (2002), künstlerischer Leiter: live-to-air nationale Sendung für die Société Radio-Canada in der Cathédral de Sainte Trinité, Quebec City
- Accordion on Fire (2010), künstlerischer Leiter: Akkordeonkonzerte von Current, Gougeon, und Piazzolla; gespielt unter der Leitung von Tania Miller mit der Victoria Symphony
- Complete Berio Sequenza Collection (2013), künstlerischer Co-Direktor mit Derek Andrews: erste komplette kanadische Inszenierung von Luciano Berio's Sequenza-Sammlung mit Berios ursprüngliche Rezitationen von Sanguinettis Gedichten, University of Toronto New Music Festival

### Streichensembles
Petric hat häufig mit Streichtrios und Streichquartetten zusammengearbeitet, so z. B. mit den folgenden Ensembles:
- Galliard Trio, 1982 (Kanada)
- Amadeus Ensemble, 1982–93 (Kanada)
- Duke Quartet, 1992–94 (England)
- RTÉ Vanbrugh Quartet, 1994–2000 (Irland)
- Penderecki Quartet, 1994–heute (Kanada)
- Arriaga Quartet, 1996–98 (Belgien)
- Alcan Quartet, 1996–99 (Quebec)
- Milverton Quartet, 1997 (Kanada)
- Adaskin String Trio, 2000–06 (Kanada)
- Quatour St. Germaine, 2008–10 (Quebec)
- Silver Birch Quartet, 2011 (Kanada)

## Leistungen

### Auszeichnungen und Nominierungen
- CBC National Radio Auditions, Laureat (1980)
- BBC Radio3 Auditions, Laureat (1992): Erster Akkordeonist Laureat, BBC, London
- Ontario Arts Council, Hunter Prize for Best Recording (1999)
- JUNO Nominierung: Best Composition on CD Orbiting Garden (2002)
- Canadian Music Centre, Friend of Music Award (2005): Erster kanadischer Instrumentalist, der den Preis für die Unterstützung von neuer kanadischer Musik erhält
- Canadian Music Centre, Ambassador of Canadian Music (2009): Vergab am 9. November für “50 in 50” für seine Beiträge zur kanadischen Musik
- Prix Opus Best Concert Québec (2008)
- Prix Opus Best Recording Québec (2010)
- UNESCO, International Music Council, Confédération internationale des accordéonistes; Merit Award (2013): Vergab in Victoria, British Columbia für Beiträge zur internationalen Akkordeonkunst

### Unterstützung
Petrics Arbeit erhielt Unterstützung von der Koussevitsky Foundation (New York City), dem Canada Council for the Arts, dem Ontario Arts Council, der QALC (Quebec Society of Arts and Letters), der CBC Radio, der Société Radio Canada, dem Reikskonzerter (Sweden), der Laidlaw Foundation (Toronto) sowie privaten Stiftern Richard Moore und anderen in den USA und GB.

### Angliederungen
- Europäische Meisterklassen, Vorträge, Konzerte: Royal Conservatories of Copenhagen (1986), Oslo (1986), Stockholm (1986), Helsinki (1986–91), Jyvaskylla (1986–91), Ikalliinen (1991), London (RAM, 1996), Maribor (2002), Amsterdam (2016), und der Staatlichen Hochschule für Musik Trossingen (1977)
- Meisterklassen in Polen (2019): Konservatorien von Katowice, Krakau, Danzig, Bydgoszcz, Posen, und Nowy Targ
- Meisterklassen in Frankreich (2019): Konservatorien von Paris, Lille, Metz, Straßburg, Normandie, Dünkirchen, and Lyon
- Kanadische Angliederungen: Conservatory of Rimouski, Western Ontario Conservatory of Music (1977–78), Royal Hamilton College of Music (1977–80), Ontario Academy of Music (1980–90), University of Toronto Faculty of Music (2002–3, Juror bei Bachelors und Masters Konzertexamen), University of British Columbia, Vancouver (2004, Gastdozent), und University of Montreal (2020, Dozent)

## Publikationen
- The Concert Accordion: Contemporary Perspectives. Texte zur Geschichte und Gegenwart des Akkordeons Bd. 11. Augemus Musikverlag Essen, Augemus Musikverlag, 2017. 321 Seiten, ISBN 978-3-924272-11-1.
- The Holistic Accordion, a Manifesto: Fresh Perspectives of an Interpretive Art. Texte zur Geschichte und Gegenwart des Akkordeons Bd. 12. Augemus Musikverlag Essen, 2022. 46 Seiten, ISBN 978-3-924272-13-5.